# Great Burstead
Great Burstead är en by i civil parish Great Burstead and South Green, i distriktet Basildon, i grevskapet Essex, i England. Great Burstead var en civil parish fram till 1937 när blev den en del av Billericay. Civil parish hade 3 690 invånare år 1931. Byn nämndes i Domedagsboken (Domesday Book) år 1086, och kallades då Burghesteda.